# The List (film 2000)
The List è un film del 2000 diretto da Sylvain Guy.
È narrata l'affannosa e sanguinosa corsa di un gruppo di potentissimi uomini per evitare che una prostituta possa effettuare rivelazioni che potrebbero travolgerli.
Il film è un remake di Liste noire, diretto nel 1995 da Jean-Marc Vallée su una sceneggiatura di Sylvain Guy.

## Trama
A seguito di una soffiata, un giudice viene pescato nell'alcova di una prostituta di alto bordo.
Il giudice Miller, nonostante sia amico dell'imputato, procede in maniera inflessibile anche perché è in lizza per un posto nella prestigiosissima Corte Suprema.
Al processo Gabrielle Mitchell consegna una videocassetta dell'avvenuto incontro con l'imputato, e una lista di clienti eccellenti dei quali, verosimilmente, esistono altrettante registrazioni.
Appare così chiaro che la donna, d'accordo con il suo avvocato, abbia architettato un piano per ricattare i più potenti personaggi della città. Sì perché nella sua lista ci sono eminenti giudici e politici, nonché lo stesso Governatore.
Miller è così combattuto tra il dovere che gli impone di indagare e il baratro che potrebbe aprirglisi, rovinando la reputazione di tutta la sua cerchia di potenti amici.
Ulteriori pressioni arrivano da lettere minatorie e minacce fisiche. Quando poi viene brutalmente ucciso l'avvocato della Mitchell, è chiaro che in gioco ci sono interessi di fronte ai quali certi poteri non si fanno alcuno scrupolo.
Uscita di prigione, la Mitchell viene aggredita da Arthur Manderville, l'anziano braccio destro di Miller, riuscendo a divincolarsi prima di essere soffocata. L'uomo viene ritrovato suicida mentre la donna alza la voce con lo stesso giudice, di fronte alla sua famiglia, lamentando di non sentirsi tutelata. Solo il detective Botkin, suo amico di infanzia e da sempre innamorato di lei, la raggiunge e protegge, contro il volere dei suoi stessi superiori. La Mitchell per uscire da questa situazione decide di indire una conferenza stampa nella quale renderà pubblici i nomi della lista.
L'annuncio scatena un'immediata reazione svelando una realtà ancor più torbida. Miller è il primo dei ricattati, in quanto assiduo cliente della prostituta, ma i suoi amici non lo sapevano e il suo nome nella lista era crittato. E le lettere minatorie, le stesse minacce, e persino l'omicidio dell'avvocato sono opera sua, in quanto parte di una strategia tesa ad ingenerare quel clima che gli avrebbe poi consentito di gestire la cosa a suo piacimento. Ma la ragazza che conserva ancora le imbarazzanti registrazioni è uno scoglio che rischia di diventare intollerabile dal momento in cui ha deciso di rendere pubblici tutti i nomi della lista. Miller allora va nella casa in cui Gabrielle si è rifugiata, ma mentre sta per ucciderla, lo ferma la moglie, unica persona ad aver capito tutto. A sparargli poi è il detective Botkin.
La polizia viene dunque a sapere tutto di Miller ma copre lo scandalo per non infangarne la memoria e così, voltata pagina, tutti gli altri personaggi della lista continuano a prosperare e fare carriera.

## Produzione
Il film è stato girato interamente a Montréal.